# Fémur
El fémur es el hueso del muslo, el segundo segmento del miembro inferior. Es el hueso más largo, pesado, resistente y voluminoso del cuerpo humano, y de la mayor parte de los mamíferos.
El fémur se encuentra en la parte inferior de nuestro cuerpo; los músculos que se encuentran en el fémur son: bíceps femoral, las cuatro cabezas del cuádriceps (recto femoral, vasto lateral, vasto medial y vasto intermedio o crural), semitendinoso y semimembranoso.
Su longitud en promedio es de 26,74 % de la altura de una persona, esta proporción varía en los hombres, en mujeres y la mayoría de los grupos étnicos y este dato es útil en la antropología, ya que ofrece una base para una estimación razonable de la altura de un sujeto de tener un esqueleto incompleto, y no es seguro si algo le pasa.

## Etimología
En latín «fémur» significa «muslo», en latín médico su forma genitiva es siempre femoris, pero en latín clásico el genitivo es a menudo Feminis, y no debe confundirse con las formas derivadas de la palabra en latín femina, que significa «mujer».

## Desarrollo del fémur
El fémur se desarrolla a partir de las yemas de las extremidades, como resultado de las interacciones entre el ectodermo y el mesodermo subyacente, la formación se produce más o menos alrededor de la cuarta semana del desarrollo.
En la sexta semana de desarrollo, el primer modelo de cartílago hialino del fémur está formado por los condrocitos. Osificación endocondral, comienza por el final del período embrionario y centros de osificación primarios están presentes en todos los huesos largos de las extremidades, incluyendo el fémur, por la 12.ª semana de desarrollo. El desarrollo de las extremidades posteriores va a la zaga del desarrollo extremidad anterior por 1-2 días.
El fémur se clasifica como un hueso largo y consta de un diáfisis, el eje (o cuerpo) y dos epífisis o las extremidades que se articulan con los huesos adyacentes en la cadera y la rodilla. 
Durante la época de crecimiento ósea también encontramos metáfisis, que está situada entre la diáfisis y la epífisis.
De la clase de los huesos largos, es par y asimétrico. Presenta una ligera curvatura de concavidad posterior, y en el esqueleto se dispone inclinado hacia abajo y adentro, oblicuidad que resulta más notable en el caso de la mujer por la mayor separación entre las cavidades cotiloideas de los coxales, donde se articula el fémur por arriba (articulación coxofemoral) —la pelvis femenina es más ancha que la masculina—. 
Además, en el fémur se observa una ligera torsión: el eje del cuello femoral no está en el mismo plano que el eje transversal de los cóndilos, sino que configuran un ángulo agudo de declinación, abierto hacia dentro y adelante. Según la apertura de este ángulo tendremos:
a) Coxa normal (126°).
b) Coxa vara (115°): el que tiene más riesgo de sufrir una fractura, ya que cuanto más cerrado es el ángulo más fuerza ejercemos sobre esa zona. A menos angulación más estrés, tendencia a que tengamos más fuerzas compresoras en la zona medial y distractoras en la lateral.
c) Coxa valga (140°): en defecto es mejor que quede un ángulo más grande.
Anatómicamente, y como en todos los huesos largos, se distinguen en el fémur tres partes fundamentales:
1. El cuerpo o diáfisis, que presenta tres caras —anterior, interna y externa— y tres bordes —interno, externo y posterior—. Veremos que es especialmente significativo el borde posterior.
2. Epífisis —o extremo superior o proximal—, que se articula con el coxal.
3. Epífisis —o extremo inferior o distal—, que se articula con la tibia.

## Osificación del fémur

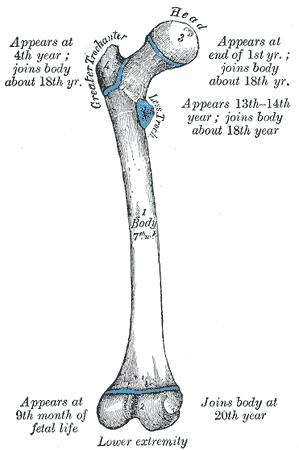
Centros de osificación del fémur.

Son cinco los puntos de osificación del fémur: uno primitivo, y cuatro complementarios.
- El punto primitivo aparece el segundo mes de vida fetal, en el centro del cuerpo del hueso.

- Los puntos complementarios están destinados a la cabeza, trocánter mayor, trocánter menor —puntos epifisarios superiores—, y extremo inferior —punto epifisario inferior—. Este último es el más tardío, pues se forma unos quince días antes del nacimiento.

El punto de osificación de la epífisis distal tiene importancia forense, ya que sirve para poder establecer la madurez del feto, la osificación comienza en el noveno mes de la vida fetal y en el momento del nacimiento suele tener unos 5 mm de diámetro, aunque el grado de su desarrollo no permite conclusiones definitivas, sino solo estimativas.
La osificación del fémur se completa en torno a los 19 años de edad en la cabeza femoral.

## El cuerpo del fémur
La diáfisis femoral es aproximadamente prismática triangular. En ella hay que describir tres caras y tres bordes.
Su cara anterior, ligeramente convexa en sentido transversal, y lisa, presta inserción en su mayor parte, y por arriba, al músculo crural, uno de los componentes del cuádriceps crural. Más abajo, se inserta el subcrural.
Separadas de la cara anterior por los bordes interno y externo, se muestran las otras dos caras del fémur, la interna y externa, o mejor, la posterointerna y posteroexterna, que prestan inserción al crural. El vasto interno y vasto externo las cubren, sin que se inserten en la superficie ósea. Se ve cuán íntimas son las relaciones del fémur con tres de los componentes del cuádriceps crural.
De los bordes, el interno y externo están poco marcados, de forma que las caras anterior y posterolaterales carecen de límites claros. El borde posterior, sin embargo, es notable: la línea áspera.

### La línea áspera
La línea áspera, conformada por un labio lateral —externo— y otro medial —interno—, entre los que queda un intersticio, recorre la diáfisis longitudinalmente.
1. El labio externo presta inserción al vasto externo.
2. El labio interno, al vasto interno. Ambos vastos son potentes músculos extensores de la pierna, ya vistos en su íntima relación con las caras del cuerpo del fémur.
3. En el intersticio de la línea áspera se insertan los aductores del muslo, por arriba, y la porción corta del bíceps crural, por abajo.

La línea áspera termina de modo distinto por abajo y por arriba:
- Por abajo se bifurca en las líneas supracondíleas lateral y medial, las cuales, junto a los cóndilos femorales, delimitan un espacio triangular: el triángulo poplíteo —espacio poplíteo para algunos—, que no es sino la pared anterior ósea del hueco poplíteo.
- Por arriba se divide en tres líneas: una externa, otra media y una interna. En la línea externa, o también llamada cresta del vasto externo, se insertan los músculos vasto externo y glúteo mayor. En la línea de trifurcación media o cresta del pectineo se inserta el músculo pectineo y el aductor (aproximador) menor. Por último, en la línea de trifurcación interna o del vasto interno, se inserta el vasto interno.

En resumen, el cuerpo del fémur está especialmente relacionado con el músculo cuádriceps crural, pues tres de sus cuatro cuerpos musculares —crural, vasto interno y vasto externo— se insertan en él, posibilitando el movimiento de extensión de la pierna. Además, los aductores del muslo, bíceps crural y glúteo mayor, entre otros, tienen también sus inserciones en este hueso, como corresponde a la riqueza de movimientos del miembro inferior.

## Extremo superior

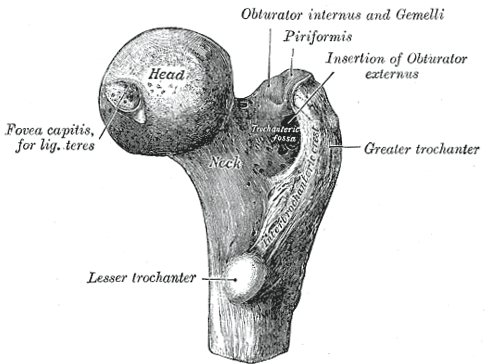
Vista de la epífisis superior del fémur derecho. Son visibles la cabeza del fémur (head), el cuello anatómico (neck), trocánter mayor (greater trochanter) y trocánter menor (lesser trochanter). Entre ambos trocánteres se encuentra la línea intertrocanteriana posterior.

- Cabeza articular

Con la forma de los dos tercios de una esfera, es lisa, y está recubierta de cartílago articular debido a su función: encajar en la cavidad cotiloidea del hueso coxal, conformándose así la articulación coxofemoral. El ligamento redondo de dicha articulación se inserta en la depresión próxima al centro de la cabeza articular: la fosita del ligamento redondo
- Trocánter mayor

Eminencia ósea cuboidea, muy aplanada transversalmente, situada por fuera y un poco por debajo de la cabeza articular.
Su cara externa, convexa, presenta la cresta del glúteo mediano, dónde se inserta este músculo.
La cara interna, por el contrario, está excavada verticalmente. Presenta una depresión profunda, la cavidad digital del trocánter mayor, dónde se insertan los músculos obturador externo, obturador interno y géminos.
El borde superior, casi horizontal, presta inserción al músculo piramidal.
Del borde inferior se inician algunos fascículos del cuádriceps crural —vasto externo—.
En el borde posterior se inserta el cuadrado crural.
Finalmente, el borde anterior, muy ancho, presta inserción al glúteo menor.
- Trocánter menor

Es una apófisis cónica, posteroinferior respecto al cuello del fémur, en la que se inserta el músculo psoasilíaco.
Ambos trocánteres están unidos por las líneas intertrocanterianas:
Línea intertrocanteriana anterior, por delante, en la que se inserta el ligamento ilio-femoral.
Línea intertrocanteriana posterior, por detrás, mucho más desarrollada, en la que se fija el músculo cuadrado crural.
- Cuello anatómico

Une la cabeza articular —arriba y adentro— con los trocánteres —abajo y afuera—. Con la forma de un cilindro aplanado en sentido anteroposterior, el cuello anatómico del fémur —o simplemente el cuello— está en íntima relación con la cápsula articular de la articulación coxofemoral.

## Extremo inferior

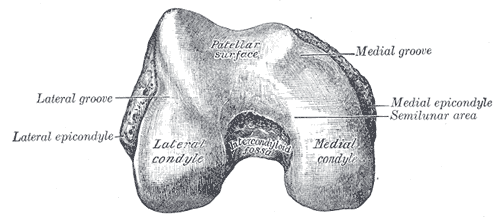
Vista de la tróclea y cóndilos del fémur derecho. Se aprecia la garganta de la tróclea en el centro y arriba, también la escotadura intercondílea.

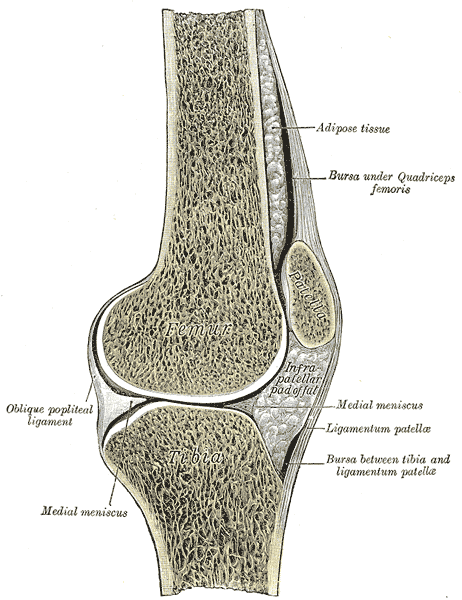
Sección de la rodilla derecha. Arriba es visible el extremo inferior del fémur. Abajo, extremo superior de la tibia. Delante de los cóndilos es visible la rótula.

Voluminoso, el extremo o epífisis inferior se organiza en los cóndilos, dos masas laterales respecto al plano sagital de la diáfisis: cóndilo interno y cóndilo externo. En ellos se desarrolla la tróclea, superficie lisa para la articulación del fémur con la tibia en la rodilla —articulación femorotibial—.
- Cóndilo interno

Es menor que el externo, si bien prominente hacia dentro. En su cara lateral cutánea destacan dos relieves óseos: la tuberosidad interna, inserción del ligamento lateral interno de la articulación de la rodilla, y el tubérculo del aductor mayor, para el músculo del mismo nombre. Además se inserta en esta cara el gemelo interno.
- Cóndilo externo

Más voluminoso que el interno, presta inserción al ligamento lateral externo de la articulación de la rodilla en la tuberosidad externa de su cara lateral, así como al gemelo externo y poplíteo.
En las caras medias de ambos cóndilos —respecto al eje del fémur— se insertan los ligamentos cruzados de la articulación de la rodilla.
Finalmente, las caras anterior, inferior y posterior son articulares. En conjunto conforman la tróclea femoral con una depresión en medio, la garganta de la tróclea.
Por debajo y detrás los cóndilos están completamente separados por la profunda escotadura o fosa intercondílea.
Por encima de la tróclea destaca:
1. El hueco supratroclear, por delante. Representa la parte inferior del triángulo poplíteo al que aludimos en la descripción de la línea áspera. En este hueco se aloja la rótula cuando la pierna está en extensión.
2. El espacio poplítea, por detrás, con dos pequeños relieves óseos: el tubérculo supracondíleo interno, para el gemelo interno, y el tubérculo supracondíleo externo, para el gemelo externo.

## Función
El fémur es el único hueso del muslo, sirve como un punto de fijación para todos los músculos que ejercen su fuerza sobre las articulaciones de la cadera y de la rodilla. Algunos músculos biarticulares —que cruzan las dos articulaciones—, como los músculos gemelos y plantares. En total, 22 músculos individuales o bien se originan en o insertan en el fémur.
En sección transversal, el muslo está dividido en tres compartimentos. Estos compartimentos utilizan el fémur como un eje, y están separados por membranas duras del tejido conectivo (o septos). Cada uno de estos compartimentos tiene su propio suministro sanguíneo y nervioso, y contiene un grupo diferente de los músculos. Estos compartimentos se conocen como compartimento anterior, compartimentos medial y posterior.

### Inserciones musculares
| Músculo                         | Dirección | Adjunto                                                                             |
| Músculo ilíaco                  | Inserción | Trocánter menor                                                                     |
| Músculo psoas mayor             | Inserción | Trocánter menor                                                                     |
| Músculo glúteo mayor            | Inserción | Tuberosidad glútea                                                                  |
| Músculo glúteo medio            | Inserción | Superficie lateral del trocánter mayor                                              |
| Músculo glúteo menor            | Inserción | Superficie anterior del trocánter mayor                                             |
| Músculo piriformis              | Inserción | Límite superior del trocánter mayor                                                 |
| Músculo gemelo superior         | Inserción | Borde superior del tendón del obturador interno (indirectamente trocánter mayor)    |
| Músculo obturador interno       | Inserción | Superficie medial del trocánter mayor                                               |
| Músculo gemelo inferior         | Inserción | Borde inferior del tendón del obturador interno (indirectamente al trocánter mayor) |
| Músculo cuadrado femoral        | Inserción | Cresta intertrocantérica                                                            |
| Músculo obturador externo       | Inserción | Fosa trocantérica                                                                   |
| Músculo pectíneo                | Inserción | Línea pectínea                                                                      |
| Músculo aductor largo           | Inserción | Cresta medial de la línea áspera                                                    |
| Músculo aductor corto           | Inserción | Reborde medial de la línea áspera.                                                  |
| Músculo aductor mayor           | Inserción | Cresta medial de la línea áspera y el tubérculo aductor                             |
| Músculo vasto lateral           | Origen    | Trocánter mayor y cresta lateral de la línea áspera                                 |
| Músculo vasto intermedio        | Origen    | Superficie frontal y lateral del fémur                                              |
| Músculo vasto medial            | Origen    | Parte distal de la línea intertrocantérica y cresta medial de la línea áspera       |
| Cabeza corta del bíceps femoral | Origen    | Reborde lateral de la línea áspera                                                  |
| Músculo poplíteo                | Origen    | Bajo el epicóndilo lateral del fémur.                                               |
| Articularis genu (Subcrureus)   | Origen    | 1/4 inferior del fémur anterior profundo al vasto intermedio                        |
| Músculo gastrocnemio            | Origen    | Detrás del tubérculo aductor, sobre el epicóndilo lateral y la facies poplítea      |
| Músculo plantar                 | Origen    | Sobre el cóndilo lateral                                                            |

## Importancia clínica

### Fracturas
Una fractura femoral que implica la cabeza femoral, el cuello femoral o el cuerpo del fémur inmediatamente por debajo del trocánter menor se puede clasificar como una fractura de cadera, especialmente cuando se asocia con osteoporosis. Las fracturas de fémur se pueden manejar en un entorno pre-hospitalario con el uso de una férula de tracción.

## En otros animales

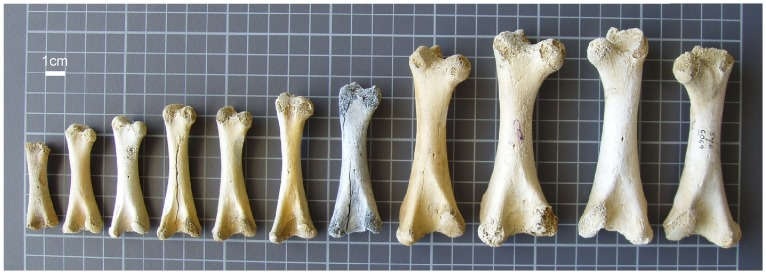
Fémures de los pollitos de Moa.

En los tetrápodos primitivos, los principales puntos de inserción muscular a lo largo del fémur son el trocánter menor y tercer trocánter, y una cresta a lo largo de la superficie ventral de la diáfisis femoral se refiere como la cresta aductor. El cuello del fémur es generalmente mínima o ausente en las formas más primitivas, lo que refleja una fijación sencilla al acetábulo. El trocánter mayor se presentó en los arcosaurios extintos, así como en las aves y los mamíferos modernos, están asociados con la pérdida de la marcha en expansión primitiva. El trocánter menor es un desarrollo único de los mamíferos, que carecen tanto de los trocánteres internos y cuarto. La cresta del aductor también es a menudo ausente en los mamíferos o, alternativamente, reducido a una serie de pliegues a lo largo de la superficie del hueso.
Algunas especies de ballenas, serpientes y otros vertebrados, que no caminan, tienen fémures vestigiales.
Uno de los vertebrados más antiguos conocidos por tener un fémur es el Eusthenopteron, un pez de aletas lobuladas prehistóricos del periodo Devónico tardío.
Estructuras análogas a la tercera trocánter están presentes en los mamíferos, incluyendo algunos primates.

## Galería

Posición del fémur (en rojo).
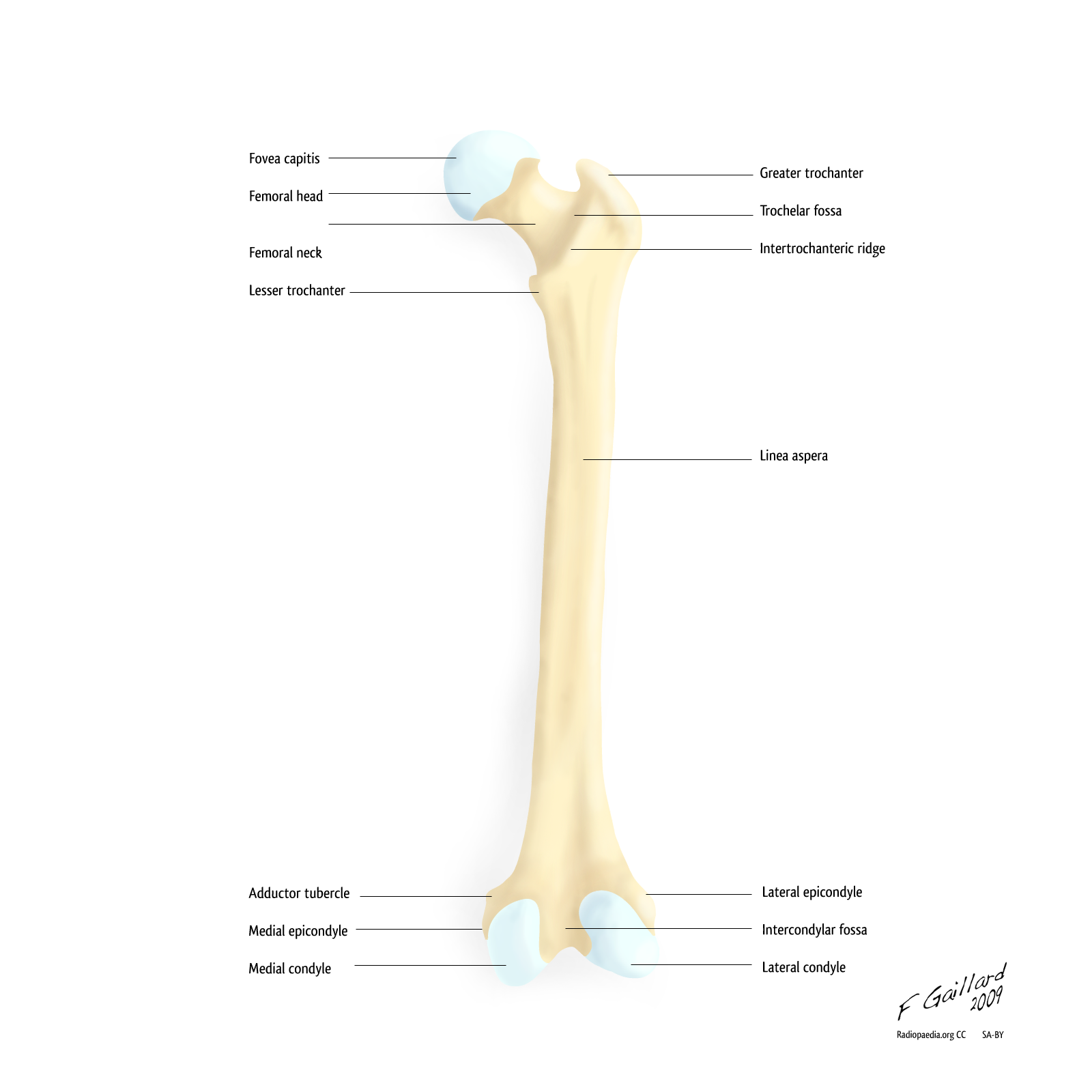
Cara posterior.
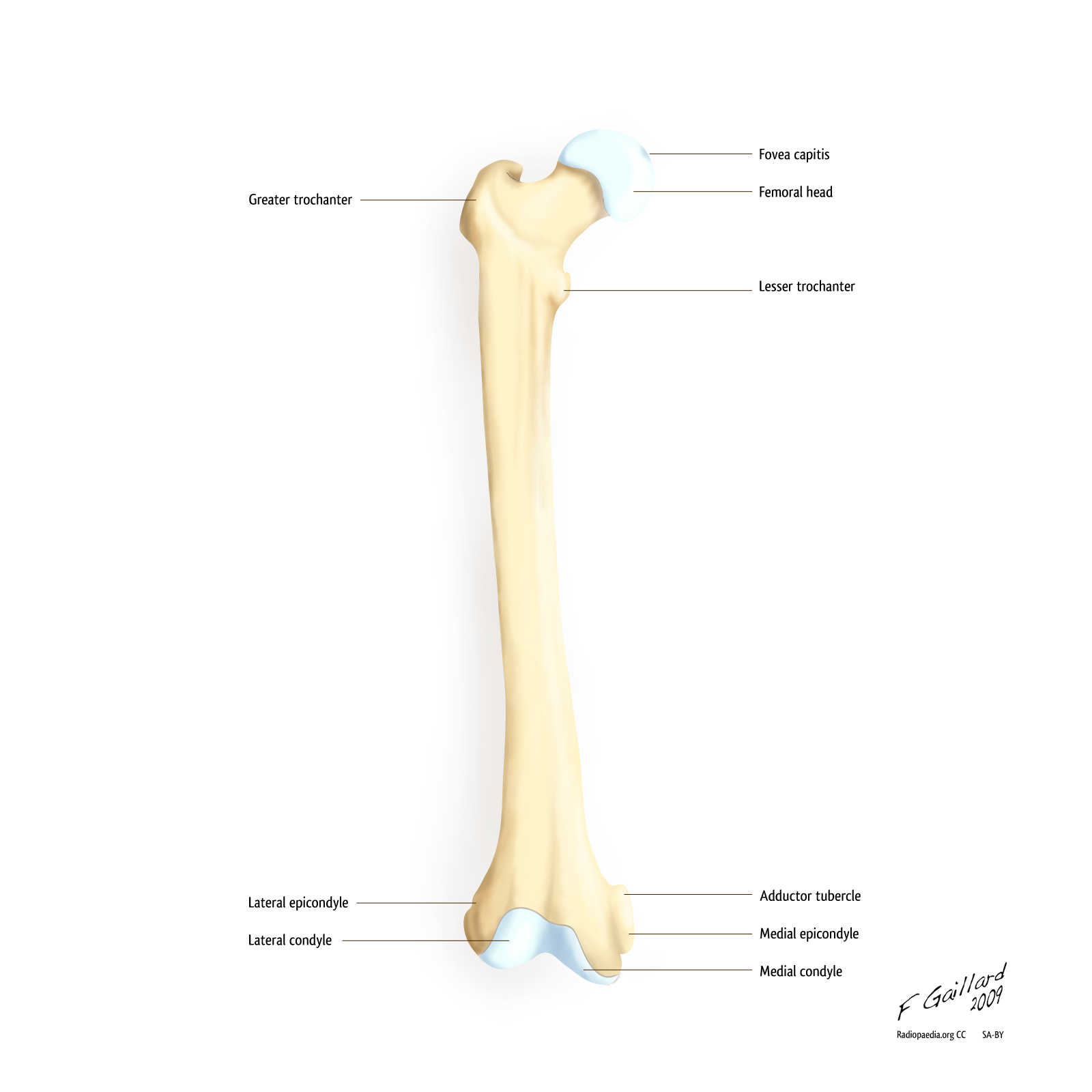
Cara anterior.
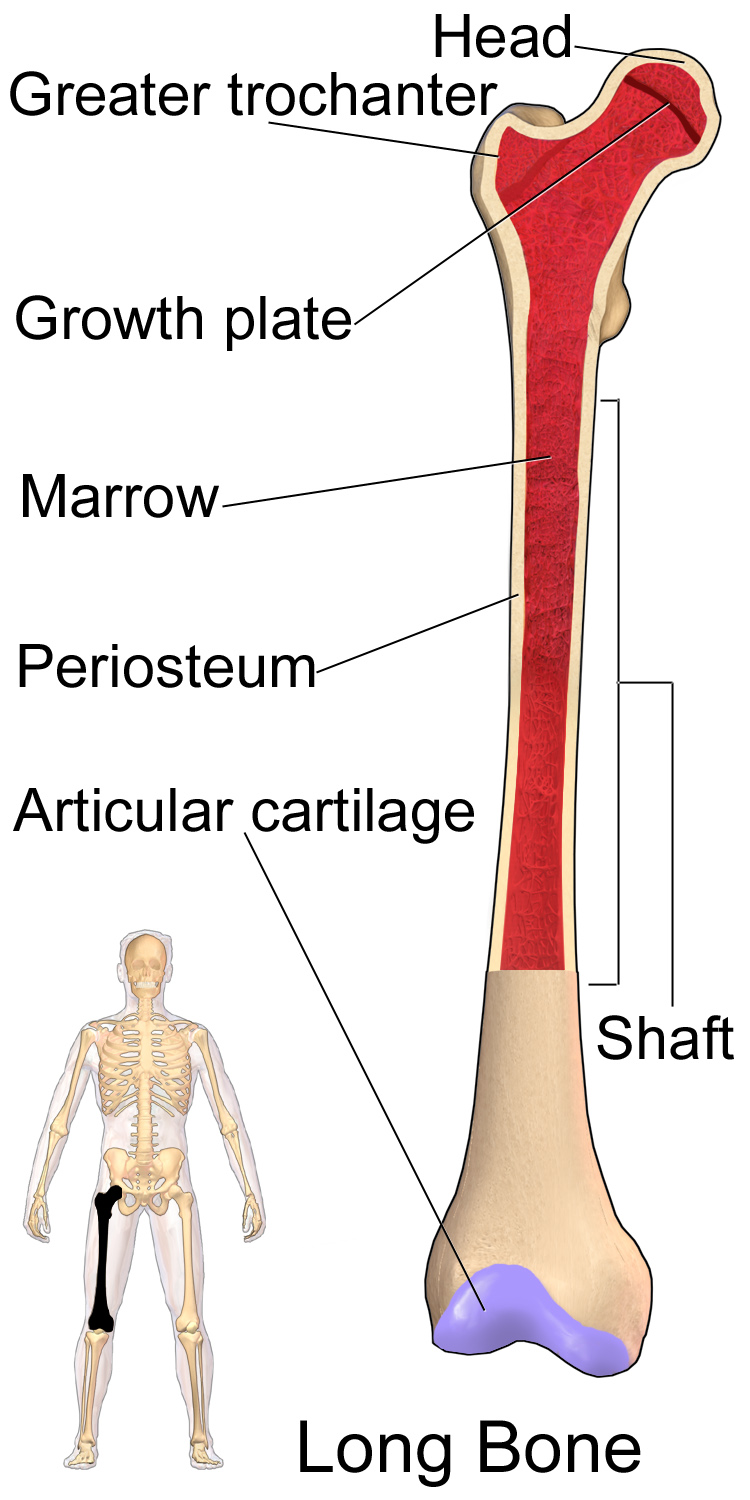
Interior del fémur.
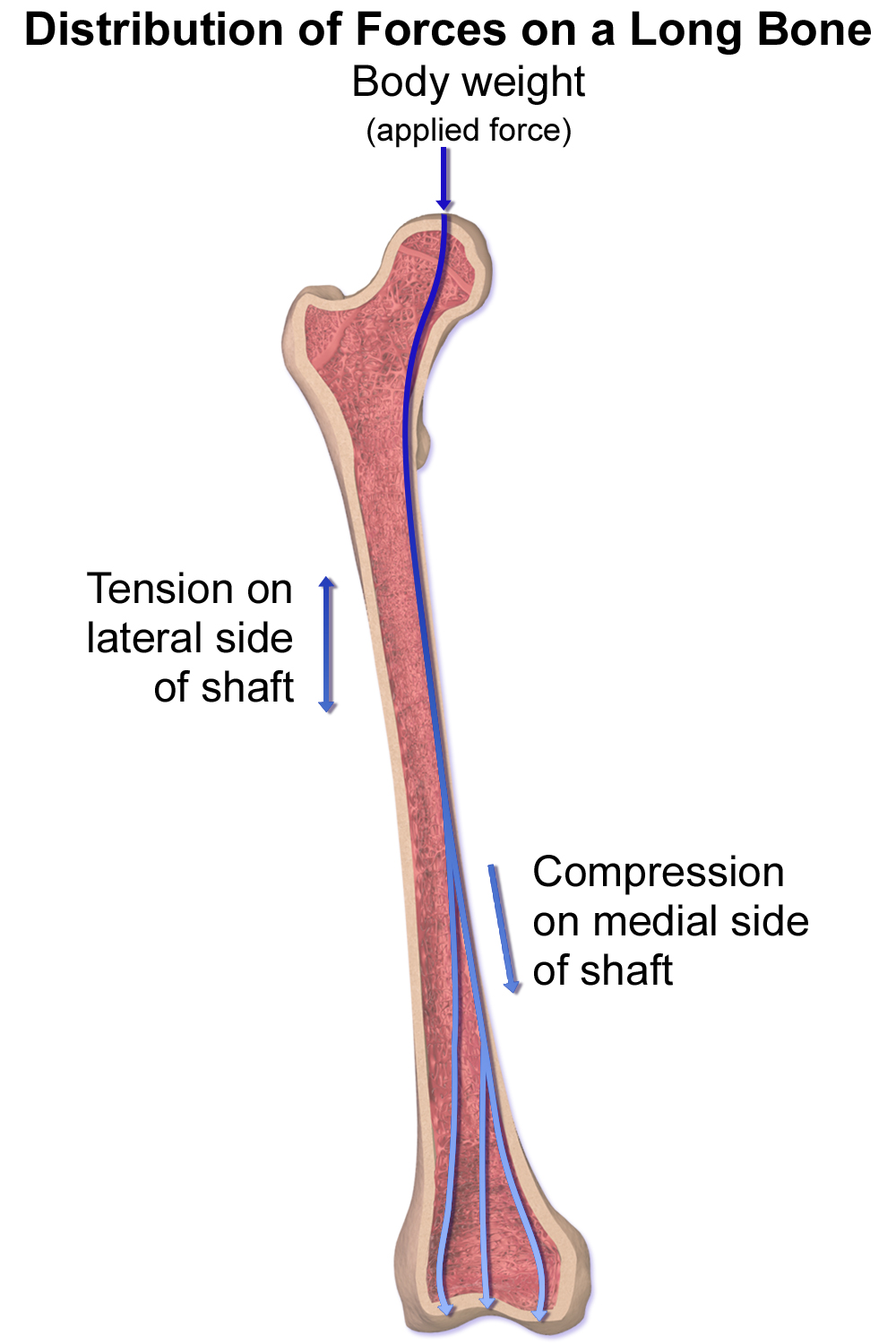
Distribución de fuerza del fémur.